# Blanka von Kastilien (Grillparzer)
Blanka von Kastilien  ist ein Jugenddrama von Franz Grillparzer. Als Stück nicht besonders gelungen, ist es jedoch mit Blick auf die späteren bedeutenden Dramen und Grillparzers Anfänge als Dichter von literaturgeschichtlicher Bedeutung.

## Der historische Stoff
Die historische Blanka von Kastilien (1339–1361) war eine Tochter des Herzogs Peter I. von Bourbon und die Schwägerin des französischen Königs Karl V. 1353 wurde sie mit König Pedro I. von Kastilien verheiratet. Die Ehe blieb kinderlos. Wenige Tage nach der Hochzeit ließ dieser, der schon vor seiner Eheschließung mit der Adeligen María de Padilla zusammengelebt hatte, seine Frau in Haft nehmen. In dieser starb sie acht Jahre nach ihrer Hochzeit, vermutlich an der Schwindsucht.
Um Blankas frühen Tod ranken sich mehrere Legenden, nach denen ihr Ehemann sie ermorden ließ. In einigen dieser Legenden wird ihr Schicksal manchmal auch mit dem des Don Fadrique Alfonso de Castilla (auch Trastamara) (13. Januar 1334, Sevilla – 29. Mai 1358, Sevilla) (bei Grillparzer: Federigo) verknüpft. Dieser, Großmeister des Ritterordens von Santiago de Compostela und Herr von Haro, war einer der Halbbrüder von König Pedro I. (und angeblich der Zwillingsbruder von Don Enrique (Heinrich) de Trastámara, der Pedro als König von Kastilien nachfolgte). Don Fadrique wurde ermordet, wohl auf Befehl von König Pedro. Auch um seinen Tod bildeten sich Legenden.
Die Ermordung des Don Fadrique ist Thema der Ballade Spanische Atriden von Heinrich Heine. Sie ist außerdem, zusammen mit der Ermordung Blankas, Teil des historischen Romans Der Bastard von Mauleon von Alexandre Dumas. In der Oper Maria Padilla (Uraufführung 1841) von Gaetano Donizetti nach der gleichnamigen Tragödie María de Padilla (Uraufführung 1838) von Jacques-François Ancelot hat Blanka, im Schlussakt nur eine stumme Rolle und Don Fadrique kommt hier nicht vor.

## Inhaltsangabe
Aus Gründen der Staatsräson wurde die französische Prinzessin Blanka mit König Pedro von Kastilien verheiratet, obwohl sie heimlich bereits mit dessen Halbbruder Federigo verlobt war. Der böse Pedro allerdings hat eine Geliebte, die Hofdame Maria, der er völlig verfallen ist. Er lässt Blanka, die er noch nie gesehen hat, einkerkern und plant ihre Ermordung. Die Aufsicht über sie hat er seinem Halbbruder anvertraut. Federigo versucht Blanka, die er noch immer liebt, zurückzugewinnen, aber obwohl sie ihn ebenfalls noch liebt, will sie trotz allem ihrem Ehemann die Treue halten. Als Blanka zufällig Pedro über den Weg läuft, entdeckt auch dieser plötzlich sein Interesse an ihr und wird eifersüchtig auf seinen Halbbruder. Maria, die ebenfalls für Federigo Interesse zeigt, intrigiert gegen Blanka, um Pedro zu halten, während Federigo eine Rebellion gegen die grausame Herrschaft des Königs versucht. Zwar will Maria zuletzt doch auf Pedro verzichten, aber es ist bereits zu spät, Blanka und Federigo werden ermordet.

## „Blanka von Kastilien“: Grillparzer und sein Vorbild Schiller
Als Vorbild für Grillparzers Jugenddrama gelten die historischen Dramen von Friedrich Schiller und besonders Dom Karlos, Infant von Spanien, zu dem Blanka von Kastilien inhaltlich eine ganze Reihe von Parallelen aufweist, die eindeutig dem Vorbild geschuldet sind, vor allem, was die Figurenkonstellation und den Handlungsablauf betrifft. Wie Carlos mit Elisabeth ist Federigo zunächst mit Blanka verlobt, diese heiratet jedoch seinen Vater bzw. seinen (älteren) Halbbruder. Wie Elisabeth entsagt auch Blanka ihrer Liebe und ist dem ungeliebten Ehemann eine treue Gattin. Der wiederum entwickelt Eifersuchtsgefühle gegenüber ihrem früheren Verlobten. Dazu kommt noch eine Hofdame (bei Grillparzer Maria, bei Schiller die Prinzessin von Eboli) die Federigo bzw. Don Carlos liebt, aber mit dessen Bruder bzw. Vater das Bett teilt.
Abgesehen davon, dass die Figuren allerdings nicht an ihre Vorbilder heranreichen, dürfte gerade Grillparzers Versuch, Schillers Drama zu „kopieren“, auch die Ursache für einige Ungereimtheiten sein. So ist z. B. Pedros Verhalten alles andere als plausibel. Er ist mit Blanka nur „per forma“ verheiratet, hat sie noch nie gesehen, lässt sie einkerkern, plant ihre Ermordung, will sie aber sofort, als er sie zufällig trifft, doch als Ehefrau etc. Allerdings gibt es bei der Figurenzeichnung auch schon einige erste Verweise auf spätere Werke des Dichters, so z. B. bei den etwas ambivalenten Figuren Federigo und Maria.

## Rezeption
Blanka von Kastilien wurde 1810 vom Wiener Burgtheater als unaufführbar abgelehnt und findet sich auch nicht in der Erstausgabe von Grillparzers Werken, die der Burgtheaterdirektor Heinrich Laube herausgab. Erst 1958 erlebte das Stück auf Initiative des Regisseurs Gustav Manker in einer von diesem erstellten und wesentlich gekürzten Textfassung seine Uraufführung am Wiener Volkstheater. Diese wurde von Publikum und Kritik recht wohlwollend aufgenommen.

## Ausgaben
- Franz Grillparzer: Blanka von Kastilien, Bergland Verl., 1958

## Sekundärliteratur
- Hans Sittenberger: Franz Grillparzer. Sein Leben und Wirken. Berlin 1904 (Neudruck 2013 Google-Buch)